# Даулеталы
Даулеталы - нефтяное месторождение  расположено в Атырауской области Казахстана, в 100 км северо-восточнее нефтепромысла Кульсары, в 265 км к востоку от областного центра г. Атырау. Поисковые работы начаты в 1980 г, который и является годом открытия месторождения.
Приурочено к соляному куполу. Ядро купола имеет овальную форму, ориентировано субширотно и залегает на глубине 800 м.
В надсолевых отложениях выделяются три крыла структуры: северное, южное и западное. Северное крыло наиболее опущено, западное поисковыми работами не освещено.
Нефтяная залежь выявлена в отложениях барремского яруса нижнего мела на северном крыле. По характеру резервуара залежь пластовая, тектонически экранированная.
Высота нефтяной залежи 28 м. Нефть очень тяжелая, плотностью 935 кг/ м3 (в пластовых условиях), сернистая (0,64%). Выход фракций до 300°С низкий, не превышает 13%.
Месторождение находится в консервации.